# モナコ国際映画祭
モナコ国際映画祭（英: The Angel Film Awards - Monaco International Film Festival of non violent films、エンジェル フィルム アワード・モナコ国際映画祭とも）は、モナコのモンテカルロで2003年から開催されている非営利、無党派、インディペンデントの国際映画祭である。
賞には、最優秀作品賞（エンジェル ピース アワード）、最優秀監督賞、最優秀主演男優賞、女優賞などがある。

## 概要
- 暴力、セックス描写のない家庭向けの映画のみを対象とする。
- 愛、平和、ワンネス（一体感）の映画を賞賛する。
- 審査員は、利他主義の感覚を持った専門家から構成され、ディレクター、プロデューサー、映画撮影技師、脚本家、俳優、モナコ国際映画祭の創設者らを含む。

## 賞
主な賞には以下のものがある。
- エンジェル ピース アワード（最優秀作品賞に当たる）
- ベストフィルム賞（優秀作品賞）
- ベストアクター賞（最優秀男優賞）
- ベストアクトレス賞（最優秀女優賞）
- ベストニューカマー賞（最優秀新人賞）
- ベストディレクター賞（最優秀監督賞）
- インディペンデントスピリット賞

## 日本人関係の受賞作品
純愛
2007年 - エンジェルピースアワード賞、ベストプロデューサー賞（プロデューサー：小林桂子）ベストサポーティングアクター賞（助演：ポン・ボー）、ベストサポーティングアクトレス賞（助演：チャン・シャオホワ）、インディペンデントスピリット賞
2009年 - ピースセレブレーションエンジェルフィルムアワード（特別賞）
受験のシンデレラ
2007年 - ベストフィルム賞、ベストアクトレス賞（主演：寺島咲）、ベストアクター賞（主演：豊原功輔）、ベストスクリーンプレイ賞
寄子
2007年 - ベストライター賞（脚本：棚木和人、松島恵利子）、ベストオリジナルストーリー賞（原作：香月秀之）（エグゼクティブプロデューサー：大和田廣樹、渡部裕子）（プロデューサー：櫻井一葉）
涯（はて）への旅
2008年 - ベストディレクター賞（監督：高林陽一）、ベストナレーション賞（ナレーション・主演：高城ツヨシ）、ニューカマー賞（助演：遠藤久仁子）
花に無理をさせる
2010年 - ベストサポーティングアクトレス賞（助演：丸山桃子）
カケラ
2010年 - ヒューマニアリタン賞（監督：村上祐介 主演：松江貴広 桑田尚典 サイラス望セスナ）
此の岸のこと
2011年 - 最優秀作品賞/最優秀芸術作品賞/最優秀撮影監督賞/最優秀共演者賞/最優秀博愛映画賞（監督：外山文治 主演：遠山陽一 百元夏繪）
彩～aja～
2012年 - ベストオリジナルストーリー賞、ベストカメラタグラファ賞、ベストオリジナルミュージック賞（作／監督／音楽：ふるいちやすし）、ベストニューカマー賞（主演：笠原千尋）
「わたし」の人生（みち）
2013年 - ベストアクトレス賞（主演：秋吉久美子）、ベストアクター賞（主演：橋爪功）、ベストアンサンブルキャスト賞、ヒューマニタリアン賞（監督：和田秀樹　エグゼクティブプロデューサー：井内徳次 及川次雄）
「京都、夏」
2014年　- ベストアクター賞（主演：林与一），ベストサポーティングアクトレス賞（助演女優：若原瞳）、ベストディレクター賞（監督：戸田博）、ベストヒューチャースクリプト賞（脚本：戸田博）、インディペンデントスピリット賞
「インパール1944」
2014年　- ベストピリオドドラマ賞（脚本：梶岡潤一），ベストプロデューサー賞（プロデューサー：梶岡潤一）
「東京ボーイズコレクション～エピソード１～」(寺西一浩監督、主演：西村一輝、永尾まりや)
2016年 - エンジェルピースアワード賞(最優秀グランプリ)、最優秀主演男優賞(西村一輝)、最優秀助演女優賞(市来玲奈)、最優秀編集賞、最優秀音楽賞、最優秀監督賞、最優秀Ｃａｓｔ賞
「おとめ桜」(横山浩之監督)
2017年-短編部門 最優秀賞脚本賞  最優秀女優賞
「Ｎａｏｋｉ」(寺西一浩監督、主演：宮田悟志、永尾まりや)
2017年 - 最優秀作品賞、Special Mention(特別賞)受賞
「笑顔の向こうに」、
2018年　- エンジェルピースアワード賞，ベストサポーティングアクター賞（助演：丹古母鬼馬二）
「TOKYO24」(寺西一浩監督、主演：寺西優真、キム・グァンス、葉加瀬マイ)
2018年 - 最優秀主演男優賞(寺西優真)、最優秀主演女優賞(長谷直美)、最優秀助演女優賞(葉加瀬マイ)、最優秀プロデューサー賞(寺西一浩)、最優秀コシュチュームデザイン賞
「17歳のシンデレラ」(寺西一浩監督、主演：寺西優真、川津明日香)
2018年 - 最優秀脚本賞、Special Mention(特別賞)受賞
「心霊喫茶「エクストラ」の秘密-The Real Exorcist-」
2020年　- エンジェル・トロフィー賞，最優秀主演女優賞(千眼美子)、最優秀助演女優賞(希島凛)、最優秀VFX賞
「Revive by TOKYO24」(監督　寺西一浩　主演　寺西優真、山本裕典、ギュリ)
2020年　- 最優秀脚本賞
「その日に」(横山浩之監督、主演角島美緒、佐々木仁 川上雄大)
2020年　-短編部門 インディペンデントスピリット賞 受賞
「東京ワイン会ピープル」(和田秀樹監督、主演松村沙友理)
2020年　-アンサンブル・キャスト賞、インディペンデント・スピリット賞 受賞
「いざなぎ暮れた。」（笠木望監督　主演：毎熊克哉・武田梨奈）
　  2020年　-最優秀主演男優賞（毎熊克哉）、最優秀撮影賞（原俊介）